# Дёмышев, Николай Михайлович
Никола́й Миха́йлович Дёмышев (1880 — 18 марта 1919, Ойсул, Петровская волость) — русский революционер. Боролся за установление советской власти в Евпатории в 1918 году, где стал одним из организаторов красного террора. Расстрелян.

## Биография
Родился в 1880 году. Работал учителем в Твери. В качестве рядового служил в Русской императорской армии в годы Первой мировой войны. Являлся сторонником большевиков. На фронте вёл агитацию среди солдат.

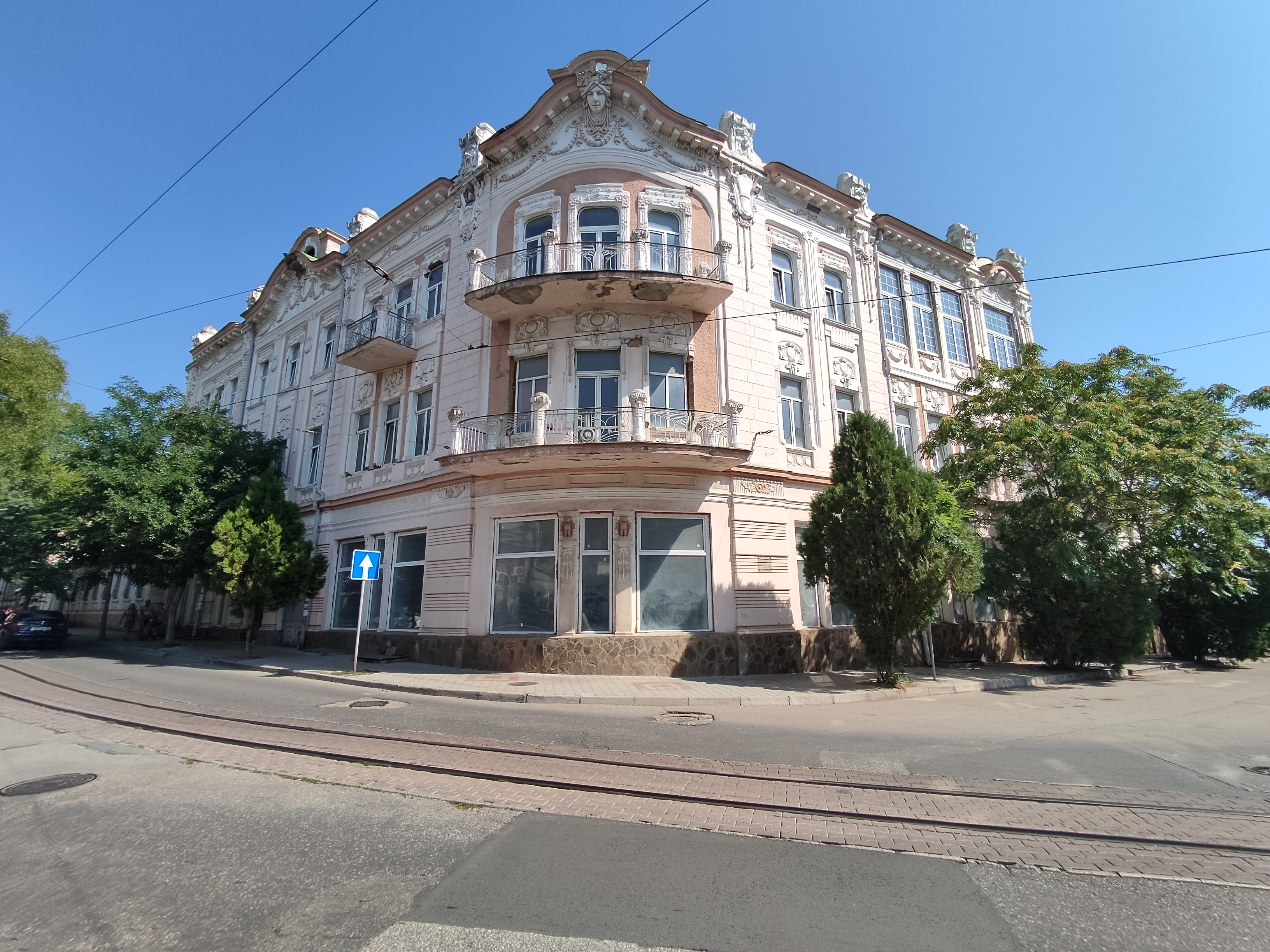
Здание Совета рабочих, солдатских и крестьянских депутатов

Будучи раненым, был направлен летом 1917 года в отпуск в Евпаторию. Находясь в Крыму вступил большевистскую фракцию социал-демократической организации Евпатории. Вместе с другим большевиком Молокановым возглавил «Союз раненых, уволенных и эвакуированных воинов-солдат», куда вошло около 4 тысяч человек.
В ночь с 12 на 13 января неизвестными, предположительно офицерами, был убит председатель Совета рабочих, солдатских и крестьянских депутатов Евпатории Давид Караев. 14 января 1918 года «для борьбы с контрреволюционным мятежом» был образован военно-революционный комитет под руководством Дёмышева. 
14 (27) января 1918 года на транспортном судне «Трувор», гидрокрейсере «Румыния», буксирах «Геркулес» и «Данай» на рейд Евпатории из Севастополя прибыл отряд революционных матросов и красногвардейцев числом до полутора тысяч. Город в течение примерно сорока минут обстреливался из орудий гидрокрейсера, затем на берег был высажен десант в примерно тысячу бойцов. Эскадронцы и офицеры покинули Евпаторию с началом боевых действий. Город перешёл под контроль севастопольского отряда и местных большевиков.
Спустя месяц, 13 февраля 1918 года, в Евпатории состоялись выборы Совета рабочих, солдатских и крестьянских депутатов. Большинство мест (12 мест из 20) получили большевики, а председателем исполкома выбран Николай Дёмышев.
Дёмышев был одним из главных организаторов красного террора в Евпатории. По его личному распоряжению в ночь на 1 марта 1918 года, по заранее составленным спискам, были арестованы 30-40 зажиточных евпаторийцев и 7−8 офицеров, которые были в итоге вывезены за пределы города и расстреляны.
Тем не менее уже 22 апреля 1918 года в Евпаторию вошли немецкие войска, и 30 апреля Дёмышев и другие большевики были арестованы. Первоначально они содержались в местной тюрьме, а затем были направлены в Симферополь. Они находились в заключении при власти Первого Крымского краевого правительства и немецкой оккупации и при власти Второго Крымского краевого правительства и оккупации стран Антанты. Николай Дёмышев с единомышленниками предприняли попытку побега, однако были пойманы и погружены в вагон поезда, следовавшего в Керчь. После трёх дней пути 18 марта 1919 года он и ещё 17 других большевиков были расстреляны на станции «Ойсул» (сейчас — Останино).

## Память

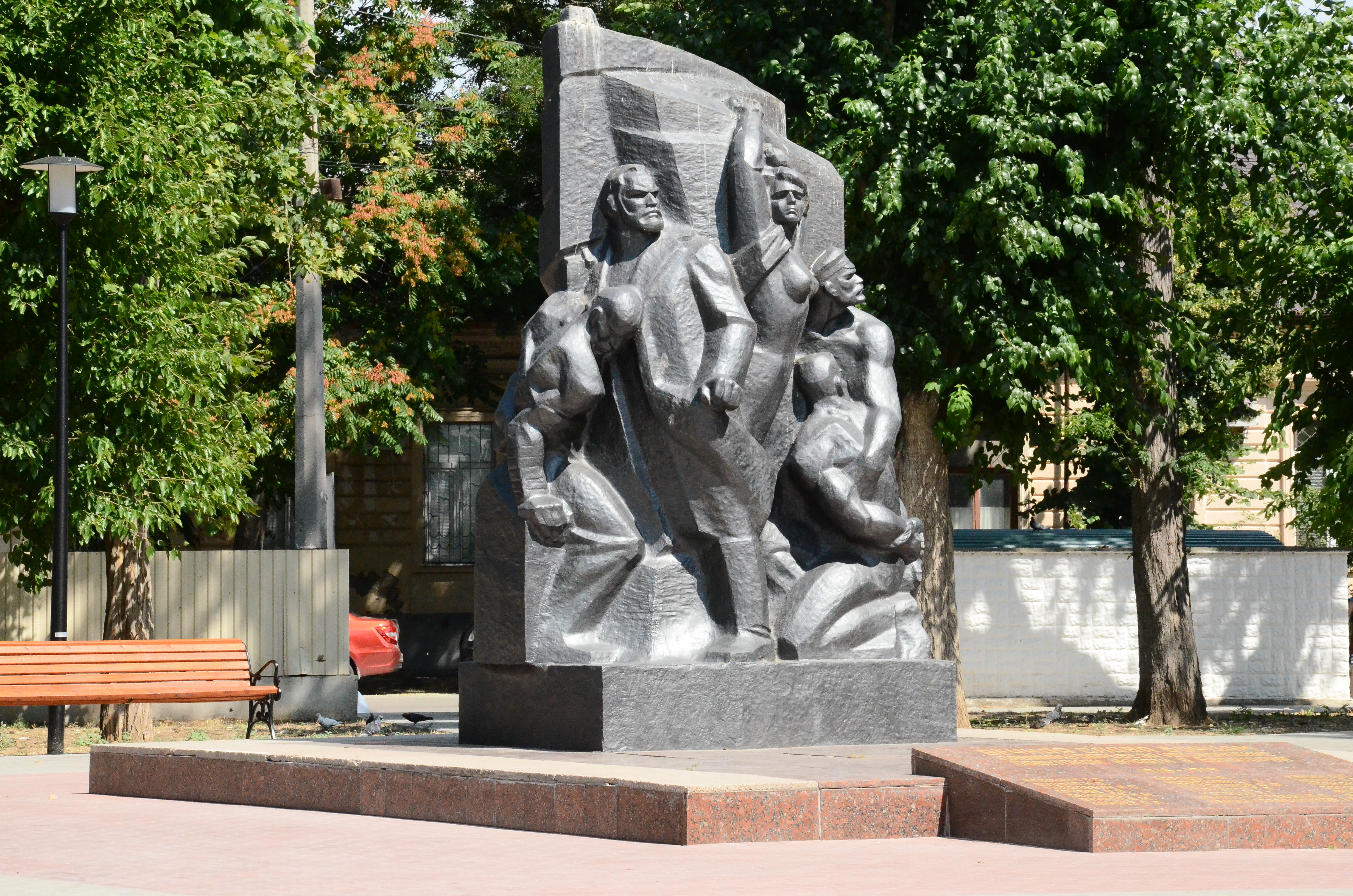
Памятник коммунарам (другое название Братская могила членов Евпаторийского ревкома)

С установлением советской власти в 1922 году останки большевиков были перезахоронены в Евпатории. В 1926 году на могиле был воздвигнут памятник, а территория вокруг могилы была преобразована в сквер Коммунаров. На современном памятнике членам Евпаторийского ревкома, установленном в 1982 году,  начертано, в частности, и имя Дёмышева.
Одна из центральный улиц в Евпатории также была названа в честь Николая Дёмышева.